# Baardwesp
De baardwesp (Pterocheilus phaleratus) is een vliesvleugelig insect uit de familie van de plooivleugelwespen (Vespidae). De wetenschappelijke naam van de soort is voor het eerst geldig gepubliceerd in 1797 door Panzer.